# Ранок
Ра́нок (укр. Ранок; до 2016 г. Черво́ный Ра́нок) — село в Коропском районе Черниговской области Украины. Население — 21 человек. Расположено на берегу пруда с дамбой, что у слияния рек Стрижень и Коропец.
Код КОАТУУ: 7422283502. Почтовый индекс: 16250. Телефонный код: +380 4656.

## Власть
Орган местного самоуправления — Краснопольский сельский совет. Почтовый адрес: 16250, Черниговская обл., Коропский р-н, с. Краснополье, ул. Центральная, 63.